# Гробнице (Пријепоље)
Гробнице је насеље у Србији у општини Пријепоље у Златиборском округу. Према попису из 2022. било је 167 становника.
У селу Гробнице смештен је Манастир Давидовица као и рушевине Манастир Мили.

## Демографија
У насељу Гробнице живи 177 пунолетних становника, а просечна старост становништва износи 37,3 година (33,8 код мушкараца и 41,0 код жена). У насељу има 73 домаћинства, а просечан број чланова по домаћинству је 3,48.
Ово насеље је великим делом насељено Србима (према попису из 2002. године).
|  |

| Демографија | Демографија | Демографија |
| Година      | Становника  | Становника  |
| ----------- | ----------- | ----------- |
| 1948.       | 234         |             |
| 1953.       | 248         |             |
| 1961.       | 256         |             |
| 1971.       | 262         |             |
| 1981.       | 288         |             |
| 1991.       | 292         | 285         |
| 2002.       | 254         | 277         |

| Етнички састав према попису из 2002.‍ | Етнички састав према попису из 2002.‍ | Етнички састав према попису из 2002.‍ | Етнички састав према попису из 2002.‍ | Етнички састав према попису из 2002.‍ |
| ------------------------------------ | ------------------------------------ | ------------------------------------ | ------------------------------------ | ------------------------------------ |
|                                      |                                      |                                      |                                      |                                      |
| Срби                                 | Срби                                 |                                      | 245                                  | 96,45%                               |
| Црногорци                            | Црногорци                            |                                      | 9                                    | 3,54%                                |
| непознато                            | непознато                            |                                      | 0                                    | 0,0%                                 |

| Година пописа     | 1948. | 1953. | 1961. | 1971. | 1981. | 1991. | 2002. |
| ----------------- | ----- | ----- | ----- | ----- | ----- | ----- | ----- |
| Број домаћинстава | 34    | 41    | 53    | 63    | 63    | 73    | 73    |

| Број чланова      | 1  | 2 | 3  | 4  | 5  | 6 | 7 | 8 | 9 | 10 и више | Просек |
| ----------------- | -- | - | -- | -- | -- | - | - | - | - | --------- | ------ |
| Број домаћинстава | 18 | 6 | 13 | 11 | 16 | 6 | 2 | 0 | 0 | 1         | 3,48   |

| Пол    | Укупно | Неожењен/Неудата | Ожењен/Удата | Удовац/Удовица | Разведен/Разведена | Непознато |
| ------ | ------ | ---------------- | ------------ | -------------- | ------------------ | --------- |
| Мушки  | 95     | 31               | 55           | 8              | 1                  | 0         |
| Женски | 96     | 17               | 55           | 22             | 2                  | 0         |
| УКУПНО | 191    | 48               | 110          | 30             | 3                  | 0         |

| Пол    | Укупно                    | Пољопривреда, лов и шумарство | Рибарство                            | Вађење руде и камена | Прерађивачка индустрија       |
| ------ | ------------------------- | ----------------------------- | ------------------------------------ | -------------------- | ----------------------------- |
| Мушки  | 47                        | 7                             | 0                                    | 0                    | 9                             |
| Женски | 32                        | 5                             | 0                                    | 0                    | 16                            |
| УКУПНО | 79                        | 12                            | 0                                    | 0                    | 25                            |
| Пол    | Производња и снабдевање   | Грађевинарство                | Трговина                             | Хотели и ресторани   | Саобраћај, складиштење и везе |
| Мушки  | 1                         | 8                             | 3                                    | 1                    | 11                            |
| Женски | 1                         | 0                             | 1                                    | 1                    | 0                             |
| УКУПНО | 2                         | 8                             | 4                                    | 2                    | 11                            |
| Пол    | Финансијско посредовање   | Некретнине                    | Државна управа и одбрана             | Образовање           | Здравствени и социјални рад   |
| Мушки  | 1                         | 0                             | 0                                    | 3                    | 1                             |
| Женски | 0                         | 1                             | 0                                    | 1                    | 6                             |
| УКУПНО | 1                         | 1                             | 0                                    | 4                    | 7                             |
| Пол    | Остале услужне активности | Приватна домаћинства          | Екстериторијалне организације и тела | Непознато            | Непознато                     |
| Мушки  | 1                         | 0                             | 0                                    | 1                    | 1                             |
| Женски | 0                         | 0                             | 0                                    | 0                    | 0                             |
| УКУПНО | 1                         | 0                             | 0                                    | 1                    | 1                             |